# Brian Kramer

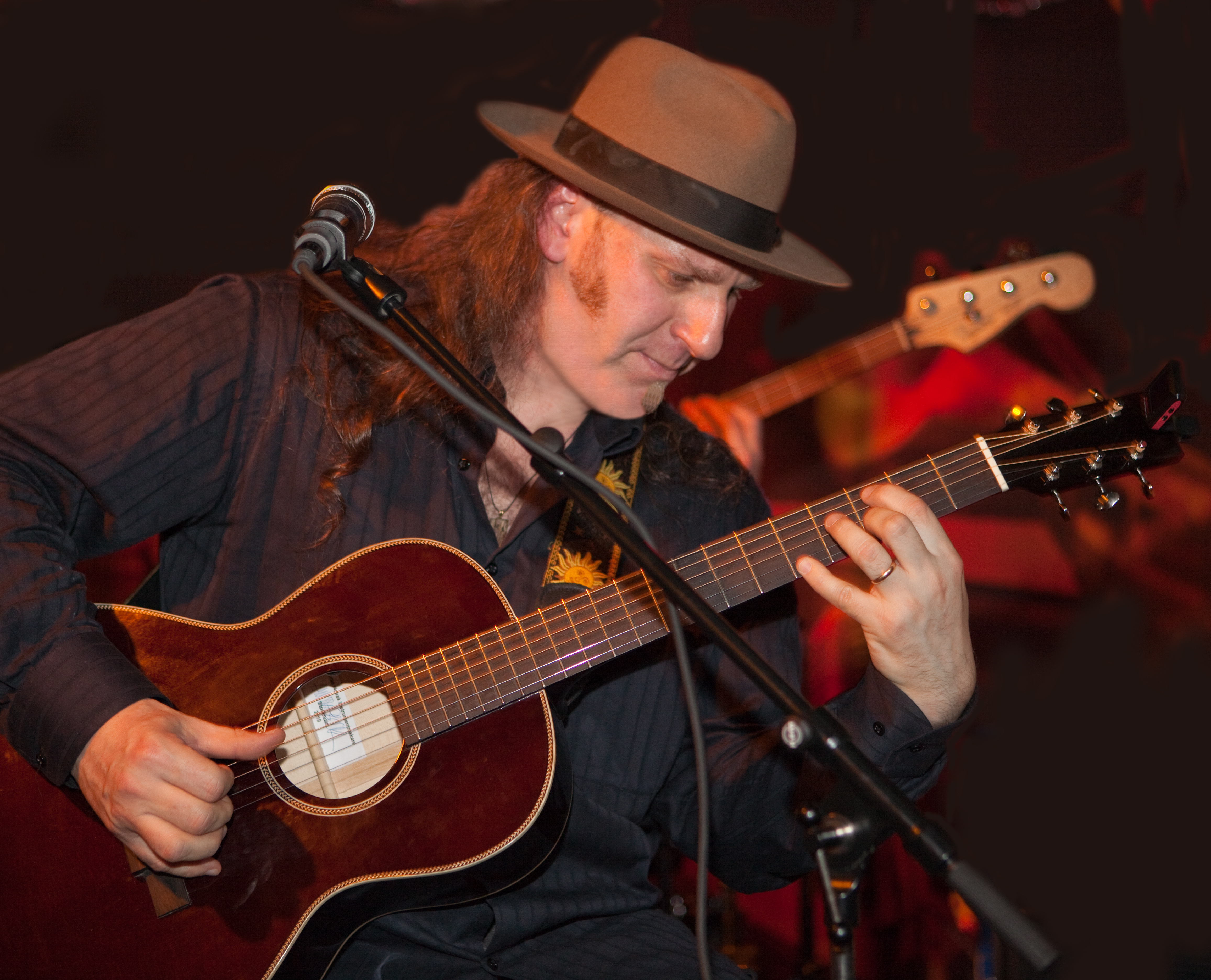
Brian Kramer 2010

Brian David Kramer, född den 1 april 1963 i Brooklyn, New York, är en svensk och amerikansk bluesmusiker, slidegitarrist och singer-songwriter. Han lämnade USA år 1996 och har sedan dess varit bosatt i Stockholm, där han bland annat startade bluesjam på jazzklubben Stampen i Gamla stan. Bluesjammet kom att bli en kulturell institution och navet i Stockholms bluesscen. Sedan februari 2016 finns Kramers bluesjam på musikkrogen Engelen i Gamla stan.
Kramer har under sin karriär turnerat internationellt och spelat in skivor med bland andra Taj Mahal, Junior Wells, Eric Bibb och Toumani Diabaté.
Hösten 2013 släppte Kramer romanen Out of the Blues, som skildrar utmaningarna för en ung musiker på New Yorks bluesscen. 
Kramer fick år 2015 erkännandet Master Blues Artist och valdes in i internationella Blues Hall of Fame. 

## Diskografi
- 1989 – Win or Lose
- 1998 – Home To Me
- 2000 – Brian Kramer Trio and Friends, Live at the Folklore Center
- 2001 – Larry Johnson featuring Brian Kramer & the Couch Lizardz, Two Gun Green
- 2002 – Everybody’s Story
- 2004 – No Regrets
- 2006 – I Want My Illusion
- 2008 – Brian Kramer & the Nights of Blu-topia, Live at Club Stampen
- 2010 – Myself and Mine
- 2013 – Full Circle